# Hitaikakushi

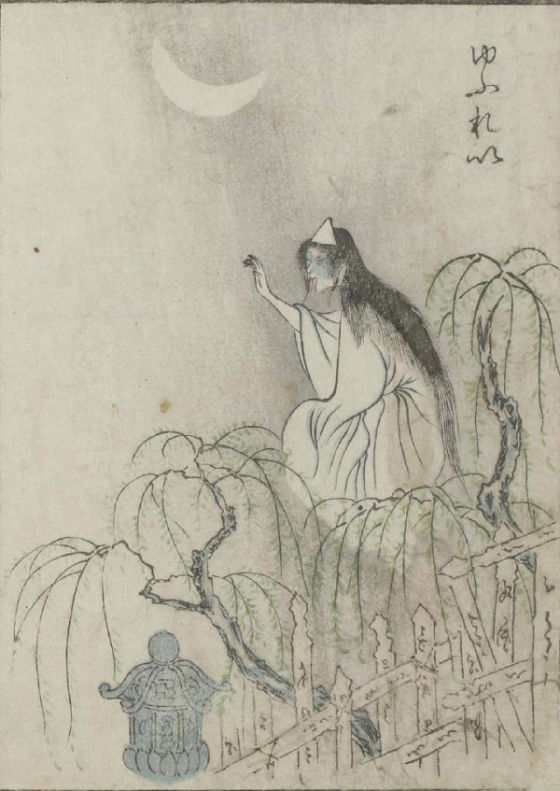
Ilustración de la era Meiji donde se representa a un yūrei portando un hitaikakushi en la cabeza.

Hitaikakushi (額隠 o ひたいかくし?) es una pieza de papel o tela triangular, que, de acuerdo con el folclore japonés suelen vestir los yūrei (fantasmas).

## Descripción
Se trata de una fina pieza de tela y/o papel de color blanco cortada o doblada de tal forma que se forma un equilátero; se coloca en la parte superior de la frente, siempre con uno de sus vértices apuntando hacia el cielo. Desde los dos vértices restantes, salen dos hilos que dan la vuelta a la cabeza para atarse atrás, garantizando así su sujeción. 

## Historia
En el folclore japonés, el hitaikakushi es uno de los elementos más presentes en la muerte. Existen numerosas representaciones y personajes relacionados con este mundo y, uno de ellos, son los yūrei, seres tradicionalmente femeninos con un carácter muchas veces marcadamente vengativo, que han ascendido al mundo de los vivos después de una muerte dramática y, por algún motivo, su espíritu no puede descansar en paz. En la cultura japonesa, y en todas las expresiones artísticas desde pinturas hasta obras de kabuki, está llena de referencias a estos seres atormentados cuyos inicios se les empezó a representar sin hitaikakushi, pudiendo observar muchas obras de arte antiguas sin dicha prenda. Las primeras constancias que se tienen del uso de esta pieza de ropa en las yūrei, data del período Heian.
El motivo de la creación y colocación de ese pañuelo místico en la frente de las yūrei es incierto y se perdió con el tiempo, si bien las tres principales corrientes de estudio sobre estos fantasmas indican como uno de los motivos es para mostrar que la persona muerta ha ascendido a un estatus superior. Otra corriente dice que sirve para proteger de los demonios para que no entren por la cabeza y así, hacerse con el su cuerpo muerto que, sin su alma, resta vacío por dentro, mientras que la última de las principales teorías indican que esa pieza evita que el espíritu pueda realizar la transición de vivo a muerto, obligándole a vagar entre los dos mundos.

## Etimología
La palabra japonesa proviene de la unión de dos kanjis:
- El primero es 額 [2] (en hiragana: ひたい, en romaji: hi·ta·i = hitai), un kyōiku kanji de quinto grado formado por 18 trazados con varios significados, uno de ellos es "frente".
- El segundo es 隠 [3] (en hiragana: かくし, en romaji: ka·ku·shi = kakushi), un jōyō kanji de 14 trazados cuyo significado es "encubrir" / "esconder" / "ocultar".

A lo largo de la historia de Japón, se ha llegado a conocer esta pieza con otros nombres dependiendo de la región, destacando tenkan ("corona del cielo"), mientras que para fines descriptivos, se suele usar las palabras bōshi (sombrero), nuno (tela), zukin (pañuelo) o simplemente: sankaku no shiroi bōse ("sombrero blanco triangular").